# جزيرة الكنز (برنامج)
جزيرة الكنز برنامج تلفزي ترفيهي يعرض على قناة دوزيم كل يوم ثلاتاء، وهو النسخة المغربية من البرنامج الشهير قلعة بويار، بدأ عرضه لأول مرة ابتداءا من سنة 2015 ويقدمه كل من رشيد العلالي وهشام مسرار، حيث يهدف البرنامج إلى مساعدة الجمعيات بتقديم مبلغ مالي لهم عن طريق جمعه من خلال الحلقة، وقد لقى البرنامج نجاحا كبير من حيث نسب المشاهدة.

## نبدة عن البرنامج
يعرض البرنامج على قناة 2M كل ثلاتاء حيث يشترك فيه في كل حلقة خمسة نجوم من ممثلين، مقدمي برامج، رياضيون...الخ.
حيث يتم في كل مرة اختيار إحدى النجوم للقيام بتحدي معين ومقابل كل تحدي يفوزون به يحصلون على مفتاح وتستمر التحديات من اجل جمع المفاتيح لمدة ساعة في حال قاموا بجمع المفاتيح قبل انتهاء الوقت يتم الاستمرار بجمع المفاتيح ومقابل كل مفتاح اضافي يحصلون على رمز والذي سيخولهم فتح الكنز اما في حال حدوث العكس فيتم منحهم المفاتيح الناقصة مقابل خصم عشر ثواني من الوقت امام الكنز.
بعد انهاء الوقت المخصص لجمع المفاتيح يتم الانتقال إلى جمع الرموز عبر ثلاثة تحديات وبعدها بتم الذهاب إلى ساحة الكنز حيث يتم منحهم ثلاثة دقائق لحل الرموز واكتشاف كلمة السر لفتح الكنز في حالة عدم جمعهم لجميع الرموز تتاح لهم فرصة التضحية باحد النجوم الخمسة وذلك بمنعه من دخول ساحة الكنز مقابل الحصول على رمز اضافي وبعد اكتشاف كلمة السر يتم فتح الكنز ويقوم المشتركين بجمع القطع النقدية قبل انتهاء الوقت وبعد انتهاء الوقت يتم عد النقود ويتم منح المبلغ المحصل عليه لاحدى الجمعيات المغربية المحتاجة للدعم.

## فقرات البرنامج
هناك عدة فقرات في البرنامج الذي ينقسم إلى شطرين، الأول مدته 40 دقيقة ويضم تحديات مختلفة على غرار:
- مول الحكمة: حيث يذهب أحد المتسابقين الخمسة إلى صاحب الحكمة والذي يلعب دوره الممثل الكاظمي، ثم يطرح عليه حكمة باللغة العامية ويتوجب على المتسابق معرفة الجواب في مدة زمنية وجيزة.
- بلاد العجائب: حيث يذخل أحد المتسابقين لغرفة تحتوي على العديد من الأزهار، التي يتوجب عليه القفز فوقها ومحاولة الحصول على المفتاح.
- رجل المطافئ: حيث بتوجب على المتسابق تفريغ الماء في صندوق معين وهو يجري فوق منضدة دوارة، كل هذا من أجل الحصول على المفتاح.
- المصبنة: وفيه يذخل متسابقان ذاخل آلة غسيل الملابس، ثم يحاولان الدوران ذاخلها أطول فترة ممكنة مع محاولة تفادي السقوط، وذلك بهدف الحصول على المفتاح.
- الوحل: لعبة لم تكن في المواسم السابقة، بل ثم استحداتها في الموسم الجديد (الموسم الثالث) حيث يقوم المتسابق فيها بتسلق جبل رملي أو طيني به وحل، وذلك من أجل الحصول على المفتاح.
- الخزانة: هي لعبة جديدة كذلك، حيت يتوجب على المتسابق التدحرج تحت لوح خشبي كبير ومحاولة الوصول لكتاب، هذا الأخير يحتوي على الرمز والذي من خلاله يستطيع الفريق الحصول على مفتاح.
- جرب حضك: هي لعبة يشارك فيها متسابقان، حيث تتمحور حول إمكانية ربح المفتاح من خلال إصابة صناديق عديدة، كل واحدة وما بذاخلها إلى حين العثور على المفتاح.
- گاگارين: هي مسابقة تتمحور حول إمكانية المشارك في القيام بمجموعة من العمليات الحسابية في ظرف وجيز مع عائق الدوران الذي يتعرض له.
- الرأس المتحرك: مهمة المشارك في هذا التحدي هي التحرك ذاخل مسار بواسطة رأسه فقط، حيث يستوجب عليه معرفة العديد من الأرقام في كل مرة، مع عائق الحشرات العديدة التي تواجهه في كل مرة حاول فيها اكتشاف رقم جديد.

## المشاركين في البرنامج
في كل حلقة يشارك فريق مكون من 5 أشخاص، غالبا ما أربعة منهم نجوم وشخصية من المجتمع المدني، لكن هناك بعض الإستثناءات والتي يكون فيها الفريق بأكمله من النجوم، على غرار الممثلين والمغنين وغيرهم.
من بين النجوم الذين شاركوا في الموسم الثالث ل جزيرة الكنز:
- دنيا بطمة
- سعيد مسكير
- بشرى أهريش
- نورا الصقلي
- عمر لطفي
- محمد رضا
- طارق البخاري
- حسن فاتح
- ابتسام تسكت
- محمد قيسي
- سلمى رشيد
- الدوزي